# Косоермітова матриця
Квадратна матриця {\displaystyle \ A} з комплексними елементами називається косоермітовою чи анти-ермітовою (на честь Шарля Ерміта) , якщо вона протилежна до своєї ермітово-спряженої матриці, тобто
{\displaystyle \ A^{*}=-A}
Тобто, {\displaystyle a_{ij}=-{\overline {a_{ji}}}} для всіх елементів матриці {\displaystyle \ A.}

## Приклад
{\displaystyle {\begin{pmatrix}i&2+i\\-2+i&3i\end{pmatrix}}}

## Властивості
- Косоермітова матриця є частковим випадком нормальних матриць.
- Діагональні елементи косоермітової матриці є уявними числами.
- Визначник косоермітової матриці — уявне число.
- Власні значення косоермітової матриці є уявними числами.
- Сума косоермітових матриць є косоермітовою матрицею.
- Обернена матриця до косоермітової, якщо існує, то є косоермітовою матрицею.

## Зв'язок з комплексними числами
Довільну квадратну матрицю можна представити як суму деякої ермітової та косоермітової матриць:
{\displaystyle A=H_{1}+iH_{2},\qquad H_{1}={\frac {A+A^{*}}{2}},\quad H_{2}={\frac {A-A^{*}}{2i}},}
де:
{\displaystyle \ H_{1}^{*}=H_{1},\;H_{2}^{*}=H_{2}}    — ермітові матриці,
{\displaystyle \ {(iH_{2})}^{*}=-(iH_{2})}    — антиермітова матриця.
Також справедливо, що матриця {\displaystyle \ A} є нормальною тоді і тільки тоді, коли матриці {\displaystyle \ H_{1},H_{2}} переставні:
{\displaystyle A^{*}A=AA^{*}\;\iff \;H_{1}H_{2}=H_{2}H_{1}.}
Вищенаведена властивість вводить аналогію між комплексними числами та нормальними матрицями.

## Дивись також
- Теорія матриць
- Ермітова матриця
- Кососиметрична матриця